# 世界奇妙物语 2013年 春季特别篇
世界奇妙物语 2013年 春季特别篇（日语：／）是2013年5月11日富士电视台周六Premium播出的世界奇妙物语特别篇。本剧是继世界奇妙物语 2011年 春季特别篇第二次播出在五月的特别篇。

## 全剧

### 演员
主持（叙述人 ） - 塔摩利
新郎 - 斉藤佑介 /新娘 - 逢澤みちる

### 工作人员
- 总导演 - 小林義則（共同电视）

## 呪web

### 剧情
在LONGWELL SYSTEM上班的小职员吉田美咲老是被上司训斥，美咲其实在和同公司营业部同事山下徹交往，但恋人最近的态度日渐冷淡。工作情场两失意的美咲在此时收到一封署名“呪web”的电子邮件。她开始利用该诅咒系统来泄愤……

### 演员
吉田 美咲（吉田 ミサキ） - 佐佐木希
LONGWELL SYSTEM社員。
河村 恭子 - 佐津川愛美
美咲的同事。支持美咲与徹的恋爱。
山下 徹 - 田中幸太朗
美咲的男友。LONGWELL SYSTEM营业部社員。
冈本 淳 - 長田成哉
通缉犯。装扮成宅急送人员连续杀害4名女性。
荻野 仁志 - 清水一彰
美咲的上司。
诅咒稻草人（配音） - 木村はるか
「呪web」サービスのマスコット・キャラクター。
巨漢 - 田中英樹 / 女性居民 - 岡田志織 / 路人A - 城野マサト / 路人B - 名倉右喬 / 警官A - 廣田トモユキ / 警官B - 阿部和樹 / 男性社員 - 海老原正美 / 新闻解说员 (配音) - 川野良子

### 工作人员
- 脚本 - 小川真
- 导演 - 松木創

## 石油出来了（石油が出た）

### 剧情
受到世界石油产量降低的影响，日本每天停电次数增加，物价高涨，失业率日益升高。某一天，汤元义弘在从工作介绍所hellowork回家的途中擦干净小便小僧铜像上的涂鸦，后发现自己的尿使小火堆越烧越旺，经过检查，医生手持尿液说：“这是石油！”……

### 演员
湯元 義弘 - 丸山隆平
无业青年。
辻浦 澄子 - 有村架純
皆井村村民。
塩崎 謙二郎 - 小須田康人
国会議員。
村長 - 渡辺哲 / 副村長 - 俵木藤汰
老媪A - 小貫加恵 / 老媪B - 菱沼つる子 / 研究所職員A - 伊勢田隆弘 / 研究所職員B - 渡部龍平 / 电视记者 - 幸田尚子 /失业办公室職員 - 諫山幸治 / 医生 - 中脇樹人

### 工作人员
- 脚本 - ブラジリィー・アン・山田
- 导演 - 植田泰史（共同电视）

## 空中医生（AIRドクター）

### 剧情
在前往夏威夷的飞机上，一男子因胸口不适而倒下。乘务员在乘客中寻找医生，桐原亨自称外科医生挺身而出……
其实，桐原只是医学院的学生，当年毕业步入社会那年夏天因为崇拜医疗剧中的外科医生，辞职考入私立明東医科大学，但在医生资格证考试中不及格。为了向女友及父母归还学医费用，他走上以死亡获取生命保险之路……

### 演員
桐原 亨 - 小栗旬
自称外科医生。实际上并没有通过医师资格考试。
増井 茂彦 - 相島一之
自称麻醉师。实际上是搭桥手术为主题的医療漫画编辑。“増井”发音与“麻醉”相同。
原田 - 原干惠
自称护士。实际上是cosplay酒吧的“护士”。
玉緒 - 宮田早苗
自称水泽恭介的妻子。实际上是水泽邻座，一个孤独的旅行者。
高野 - 伊藤正之
自称劫机犯。实际上是手持飛行機模型机翼的公司职员。千辛万苦迎来此次难得的旅行。
乗務員A - 平岩紙 / 乗務員B - 小松和重
自称飞机乗務員。实际上是革命集団——“銀月”的劫机计划成员。
“空气吉他”男 - 金剛地武志
自称世界第一的空气吉他手。实际上是曾经在外科手术中失误的医生。
機長 - 矢柴俊博
自称AIR WORLD SYSTEM機長。实际上是因自己失误导致機長和副機長食物中毒的乗務員。
水泽 恭介 - 平川和宏
虚血性心疾患患者。
温湿度計 (配音) - 佐藤達
貌似时钟。实际上是装有時計的温湿度計。
孩子- 松田知己 / 真的機長 - 矢嶋俊作 / 乗客A - 山口友紀 / 乗客B - 紅瑚 / 乗客C - 倉橋亜由美 / 店員 - 野村たかし / 漫画編集者 - 島岡安芸] / 強盗犯 - イサム・S

### 工作人员
- 原作 - 小田扉《もどき》（《前夜祭》所載 / Morning KC / 讲谈社）
- 脚本 - 森ハヤシ
- 导演- 鈴木雅之（富士电视台）

## 不死的丈夫（不死身の夫）

### 剧情
三惠和圭介是模範夫妻，但其實三惠很憎恨他，有一天三惠設計殺死了丈夫並外出好友聚餐還佯裝接到丈夫電話，以此製造不在場證明，沒想到回家後看到圭介還活著好好只以為自己被闖入的小偷打了，三惠之後又設計各種殘忍殺人法將丈夫殺死，然而過沒多久丈夫又出現，此時無意她拆看了家中一封未來生命保險的信件，發現丈夫買了這公司的詭異服務...

### 演員
副島 三惠 - 檀麗
圭介妻子 。決定殺夫。
副島 圭介 - 尾美としのり
三惠丈夫。對妻子有怪異的愛。
樫尾 - 小林顕作
未来生命保険業務
友人A - 中村真知子
友人B - 古川りか
友人C - 森川千有
友人D - 玲里
若い男 - 林正樹

## 樓梯上的花子（階段の花子）

### 剧情
實習女教師小谷暑假回學校來取東西，英樹接到電話後接她上來，走路中提到了之前一個學童青井自殺的事件，但大家認為她毫無理由自殺，之後又聊到花子傳說，每個學校都有這種花子傳說，這學校的傳說就是在她們走的樓梯，據說遇到花子時千萬不可吃她給的糖也不能說謊，否則後果嚴重。兩人到了教室要取東西，小谷說她要拿的東西就是青井的髮帶...

### 演員
相川 英樹 - 德井義實
若葉南小学教師。
小谷 千紗子 - 大政絢
教育實習生。
青井 さゆり - 錦辺莉沙
若葉南小學學童。遠足時摔死在河谷。
花子 - 渡来琉煌（声：岸田海音）